# 刘克静
刘克静（1921年—），女，四川遂宁人，中国高分子化学家，中国科学院长春应用化学研究所研究员，曾任中国民主同盟中央委员会常务委员，第三、五、六、七届全国人大代表。